# 旦ノ島駅
旦ノ島駅（だんのしまえき）は、岐阜県岐阜市旦島にあった名古屋鉄道揖斐線の駅である。急行列車は停車しなかった。

## 歴史
揖斐線の前身である岐北軽便鉄道が路線を開業させた当初より存在した駅だが、開業の2年後に廃止される。その後復活したものの、揖斐線の全線廃止により廃駅となった。
- 1914年（大正3年）3月29日 - 岐北軽便鉄道の忠節駅 - 北方町駅（のちの美濃北方駅）間の開通と同時に開業[2][3]。
- 1916年（大正5年）8月1日 - 廃止[4][5]。
- 1937年（昭和12年）7月13日 - 復活[3]。
- 1948年（昭和23年）11月1日以前 - 無人化[6]。
- 2005年（平成17年）4月1日 - 揖斐線忠節駅 - 黒野駅間の営業廃止により廃駅[7][8]。

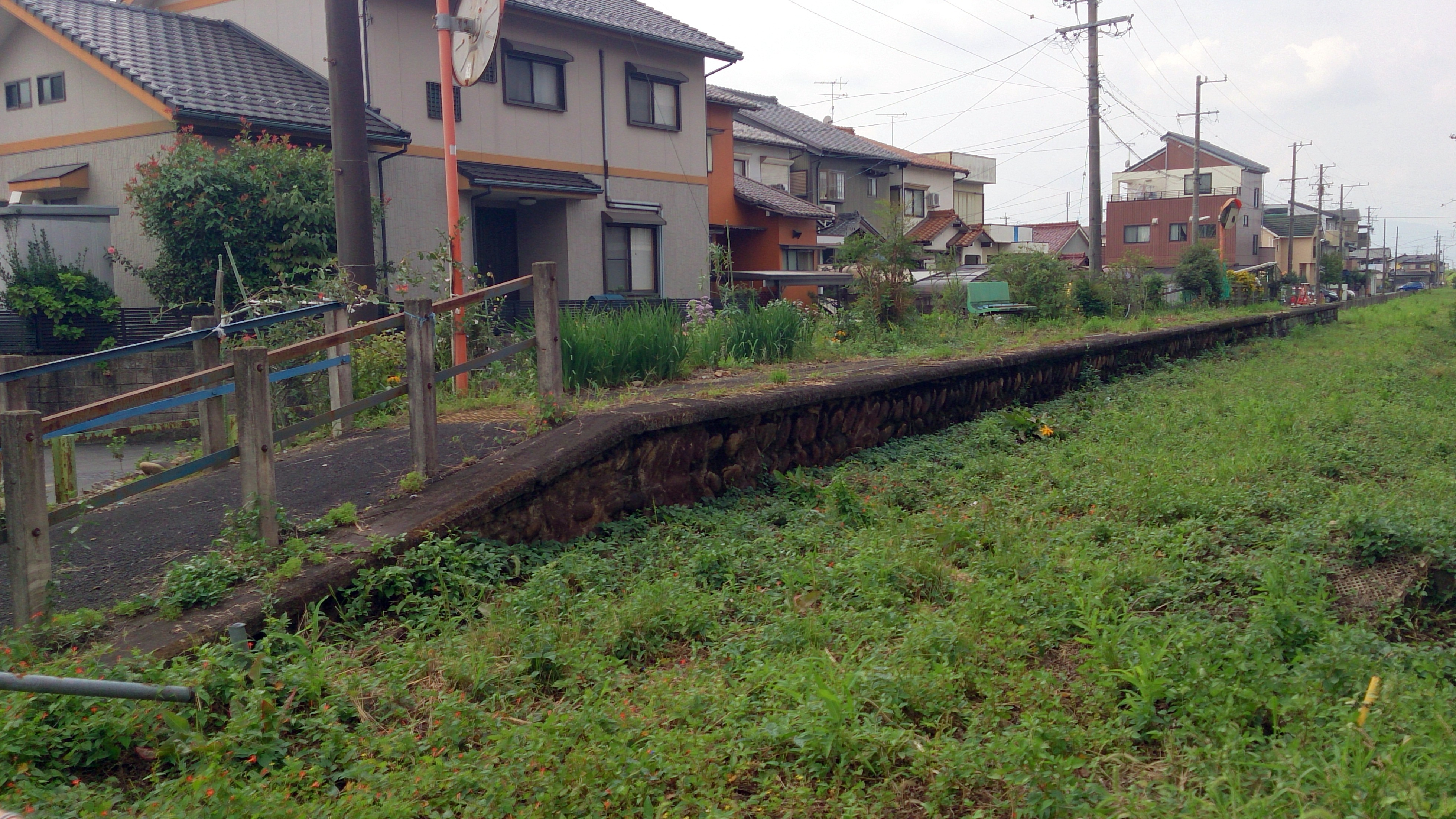
2015年9月撮影の跡地

## 駅構造

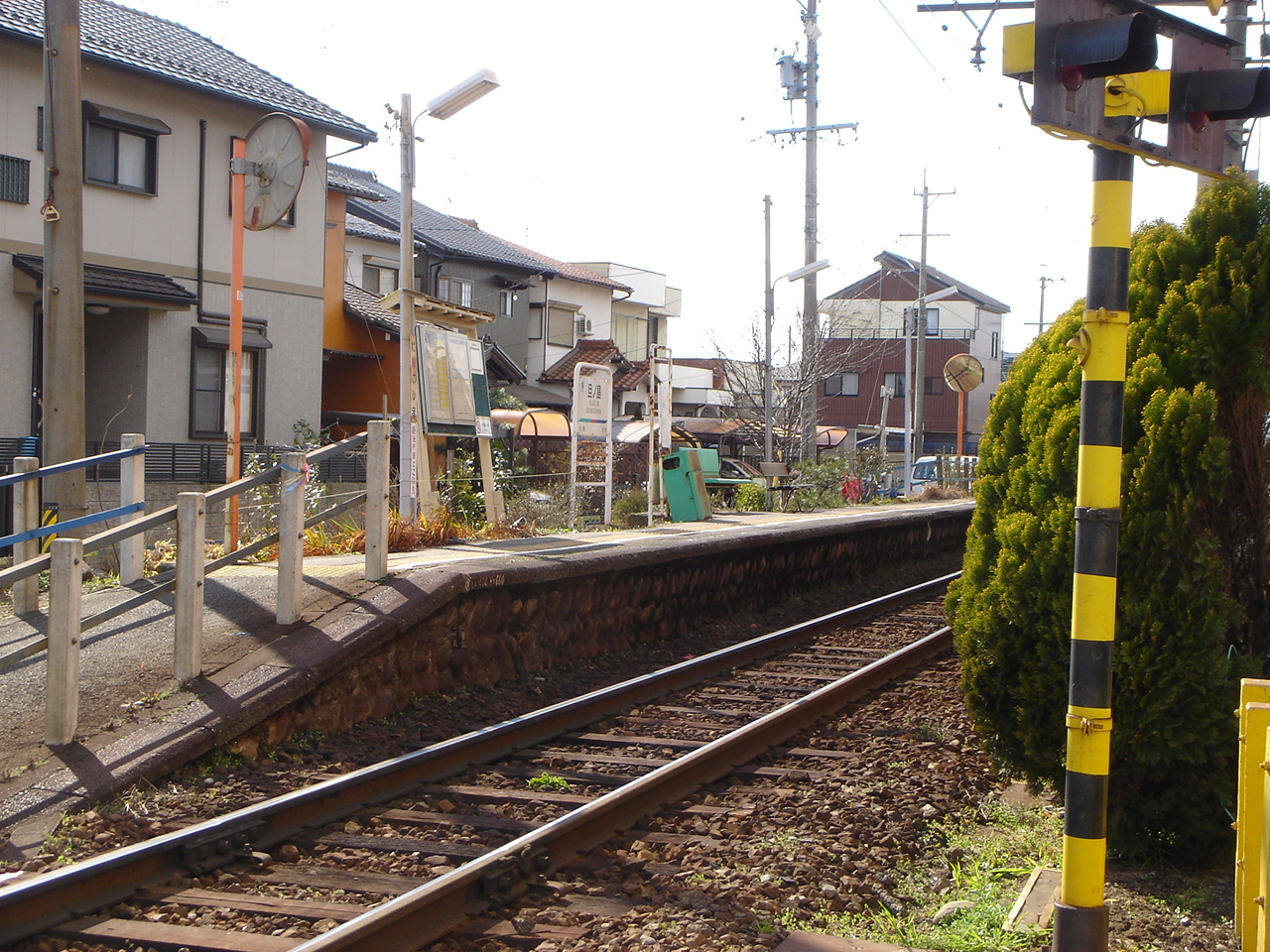
ホーム

単式ホーム1面1線の地上駅。無人駅。

### 配線図
| ← 黒野方面 | 旦ノ島駅 構内配線略図 | → 忠節方面 |
| 凡例 出典: |                       |            |

## 利用状況
- 『名古屋鉄道百年史』によると1992年度当時の1日平均乗降人員は132人であり、この値は岐阜市内線均一運賃区間内各駅（岐阜市内線・田神線・美濃町線徹明町駅 - 琴塚駅間）を除く名鉄全駅（342駅）中331位、 揖斐線・谷汲線（24駅）中17位であった[1]。

## 駅周辺
隣駅の近ノ島駅同様に「島」が付く名前となっているのは、このあたりが長良川と伊自良川に囲まれた湿地帯で、かつては豪雨のたびに川が氾濫し集落が孤立していたことによる。また、田園風景が昭和高度経済成長期前までは広がっていたが、揖斐線廃線時には岐阜市郊外の住宅地化している。
- 旦島公園
- 島消防署（旧岐阜北消防署島出張所）[12]

## 隣の駅
名古屋鉄道
揖斐線
■急行
通過
■普通
近ノ島駅 - 旦ノ島駅 - 尻毛駅
- 戦前までは隣の近ノ島駅との間に萱場駅が、尻毛駅との間に尻毛橋駅が存在した。